# Halita
Halita (ou halite), é um mineral comum da classe dos halóides, de origem sedimentar e de fórmula NaCl, podendo apresentar traços de iodo, bromo, ferro, flúor e silício. Devido a sua alta solubilidade, é tipicamente mineral um evaporítico. Os cristais de halita apresentam estrutura cristalina cúbica com raias brancas e fraturamento isométrico.  É um mineral muito semelhante à silvina. Geralmente ocorre com outros minerais de depósito de evaporita, como vários dos sulfatos, haletos e boratos.
O mineral é tipicamente incolor ou branco, mas também pode ser azul claro, azul escuro, roxo, rosa, vermelho, laranja, amarelo ou cinza dependendo da inclusão de outros materiais, impurezas e anormalidades estruturais ou isotópicas nos cristais.
O termo halita, em geral, refere-se às suas ocorrências naturais, como sal de rocha, sal gema ou sal fóssil.

## Ocorrência geológica

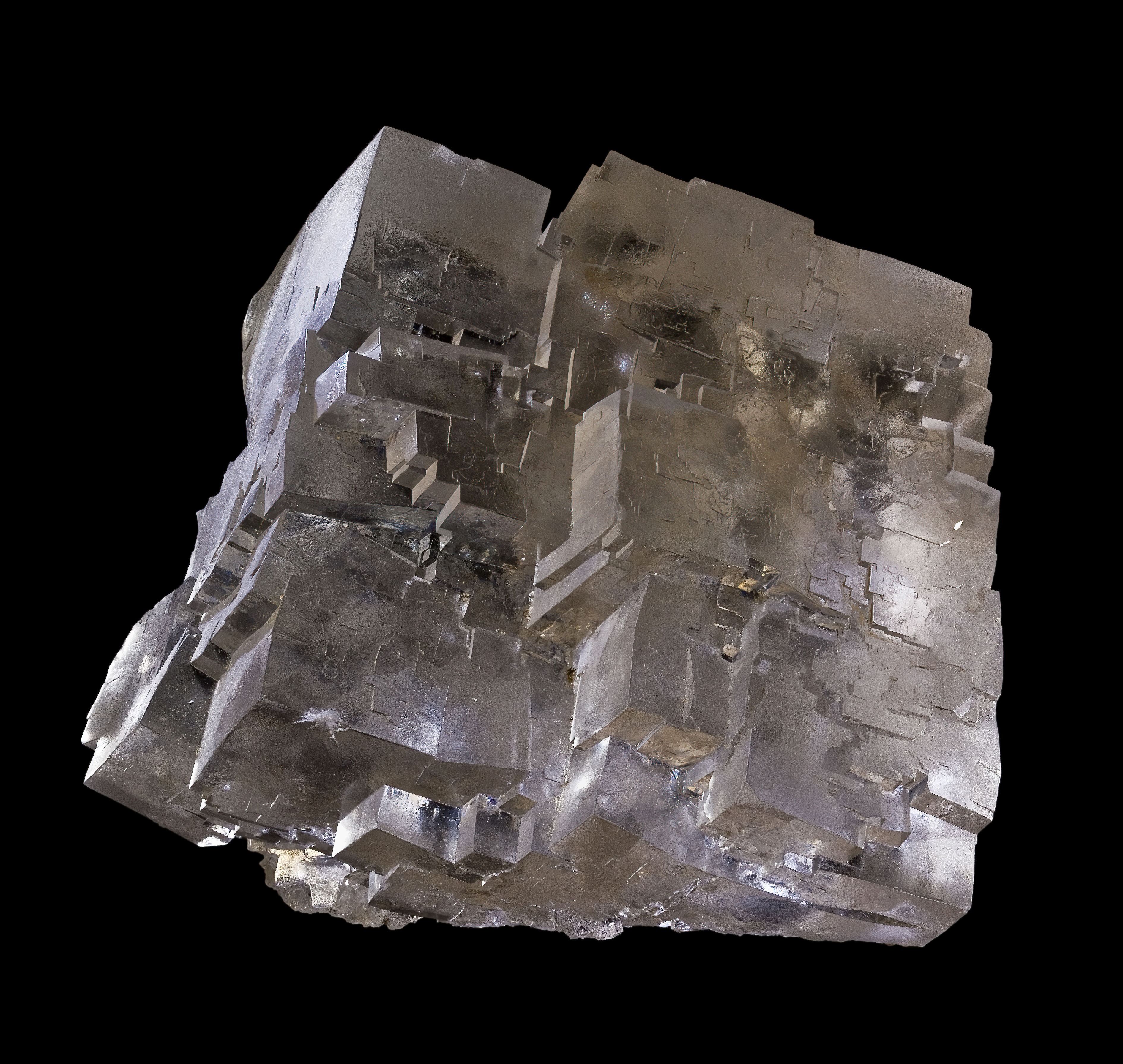
Halita proveniente da mina de Wieliczka, em Wieliczka, Małopolskie, Polônia - (16cmx13cm).

A halita é um mineral evaporítico. É formada pela precipitação dos sais contidos em uma solução química inorgânica, que se depositam quando salmouras de lagos e marés interiores se evaporam. Vastos leitos de minerais evaporíticos sedimentares, incluindo de halita, podem resultar da secagem de lagos fechados e mares restritos.
A formação de evaporitos marinhos requer condições de extrema restrição de circulação de águas marinhas, aliada a condições climáticas específicas que possibilitem que a razão de evaporação seja superior à taxa de influxo marinho. A restrição à livre circulação de águas marinhas, ou barreiras, pode ser oferecida por condições geomorfológicas, estruturais ou mesmo orgânicas (recifes).
É encontrada em associação com a gipsita, silvita, anidrita e calcita.

## Usos
O sal é amplamente utilizado na culinária como intensificador de sabor e para preservar uma grande variedade de alimentos, como o bacon. É freqüentemente usado em métodos de preservação de alimentos em várias culturas.
Principal fonte de sódio e cloro para a indústria química. O cloro é utilizado na fabricação de ácido clorídrico, e o sódio para curtir couros, em fertilizantes, alimentação de animais de criação, derreter neve em rodovias, no extermínio de ervas daninhas e na produção e conservação de alimentos para humanos.